# Вильярреал B
«Вильярреал B» (исп. Villarreal Club de Fútbol B) — испанский футбольный клуб из одноимённого города, в провинции Кастельон в автономном сообществе Валенсия, резервная команда клуба «Вильярреал». Клуб основан в 1999 году, гостей принимает на стадионе «Сьюдад Депортива». Заняв в сезоне 2008/09 2-е место Группе III Сегунды B «Вильярреал B» впервые в своей истории добился права выступать в Сегунде. Из-за вылета «Вильярреала» из Примеры, с сезона 2012/13 «Вильярреал Б» выступает в Сегунде B Группе III.

## Статистика сезонов
- Сегунда — 3 сезона
- Сегунда Б — 6 сезонов
- Терсера — 4 сезона
- Региональные лиги — 4 сезона

## Достижения
- Терсера
  - Победитель: 2005/06